# Habitatge carrer Montsalvatge, 22 (Olot)
L'Habitatge carrer Montsalvatge, 22 és una casa noucentista d'Olot (Garrotxa) inclosa a l'Inventari del Patrimoni Arquitectònic de Catalunya.

## Descripció
És una casa de planta originalment quadrada, amb un cos afegit posteriorment pel cantó del ponent, està coberta a quatre aigües, amb voladissos sostinguts per bigues de fusta. Disposa de planta baixa, cel ras i, afegit al cos, un pis superior amb tribuna. Té àmplies obertures de mig punt, amb boniques baranes de ferro amb motius vegetals estilitzats. A la part superior, té grans motllures amb fullatges i volutes.
És remarcable la decoració que corona la porta principal amb una gran obertura oval, fullatges i volutes. Les obertures de ventilació del cel ras tenen plaquetes d'estuc amb fullatges. Una motllura marca la separació del cel ras i la planta baixa. Els murs estan arrebossats i, a la part inferior, s'hi aplacaren lloses de basalt.

## Història
A finals del segle passat s'urbanitzà el Passeig d'en Blay i, poc després, el Firalet. A principis de la nostra centúria es bastiren nous edificis als terrenys compresos entre el Firalet i la carretera de sant Joan de les Abadesses. La urbanització d'aquesta zona rebrà un gran impuls després de la guerra civil. Es concep com un eixample, amb carrers radiocèntrics que desemboquen a la Plaça Balmes.